# Yiselena Ballar Rojas
Yiselena Ballar Rojas (ur. 12 stycznia 2003)  – kubańska lekkoatletka specjalizująca się w rzucie oszczepem.
W 2021 roku zdobyła brązowy medal mistrzostw świata U20.
Rekord życiowy: 60,84 (21 maja 2021, Hawana). 

## Osiągnięcia
| Rok  | Impreza                | Miejsce | Pozycja    | Wynik |
| ---- | ---------------------- | ------- | ---------- | ----- |
| 2021 | Mistrzostwa świata U20 | Nairobi | 3. miejsce | 55,48 |